# Агаев, Курбан Агаевич
Курбан Агаевич Агаев (1937, Хнов, Ахтынский район, Дагестанская АССР, РСФСР, СССР) — советский и российский борец вольного стиля, Чемпион РСФСР (1960), Серебряный призёр чемпионата СССР (1964). Занимался также самбо.

## Биография
Является уроженцем села Хнов. По национальности рутулец. 
Вольной борьбой начал заниматься с 1957 года, под руководством Абдуллы Ганиева. Являлся одним из первых борцов в Дагестане. В 1960 году выиграл чемпионат РСФСР. 22 октября 1963 года в Махачкале принимал участие в товарищеской встрече между сборными РСФСР и Ирана. В 1964 году стал серебряным призёром чемпионата СССР в среднем весе, уступив первое место Шоте Ломидзе.

## Достижения
- Чемпионат РСФСР по вольной борьбе 1960  — ;
- Чемпионат СССР по вольной борьбе 1964 — ;